# WWE United States Championship
WWE United States Championship là một chức vô địch đấu vật chuyên nghiệp được tạo ra và quảng bá bởi công ty người Mỹ WWE, được bảo vệ trên thương hiệu SmackDown. Đai này ban đầu là chức vô địch của công ty National Wrestling Alliance và World Championship Wrestling. Hiện nay nó là một trong ba chức vô địch hạng hai ở WWE, cùng với WWE Intercontinental Championship của Raw và NXT North American Championship ở NXT. Nhà vô địch hiện tại là LA Knight, trong lần đầu tiên anh giữ đai. Anh giành được đai này sau khi đánh bại nhà vô địch trước đó là Logan Paul tại SummerSlam 2024 
Chức vô địch được tạo ra vào ngày 1 tháng 1 năm 1975, là phiên bản của đai NWA United States Heavyweight Championship được bảo vệ trong Jim Crokett Promotion, và sau đó thuộc sở hữu của World Championship Wrestling (WCW) — công ty cuối cùng tách ra khỏi National Wrestling Alliance (NWA). Harley Race là nhà vô địch đầu tiên. Sau khi WCW bị World Wrestling Federation (WWF) mua lại vào năm 2001 — đai WCW United States Heavyweight Championship trở thành đai của WWF cho đến khi hợp nhất với đai Internationental Champion tại Survivor Series trong cùng năm ấy. Sau khi mở rộng thương hiệu vào năm 2002 và công ty đổi tên thành WWE, đai vô địch hoạt động trở lại với tên WWE United States Championship vào tháng 7 năm 2003 và là danh hiệu đứng thứ hai thương hiệu SmackDown. Vào năm 2019, NXT trở thành thương hiệu chính thứ ba của WWE, đai North American Champion cũng trở thành đai vô địch hạng 2 thứ 3 của công ty. Đai vô địch U.S luân chuyển giữa các thương hiệu qua nhiều năm, tại các WWE Draft hàng năm.  Tại Superstars Shake-up, đai được chuyển danh hiệu sang Raw cho đến nay.
Trong số các chức vô địch đang hoạt động tại WWE, United States Championship là đai duy nhất được tạo ra bởi WWE. Đây là một trong hai đai vô địch hoạt động lâu đời nhất trong công ty, chỉ đứng sau WWE Championship (1963), nhưng là đai có thời gian tồn tại lâu thứ ba công ty, sau WWE và WWE Intercontinental Championship (1979). Còn đai U.S chỉ được WWE chính thức sở hữu năm 2001.

## Lịch sử

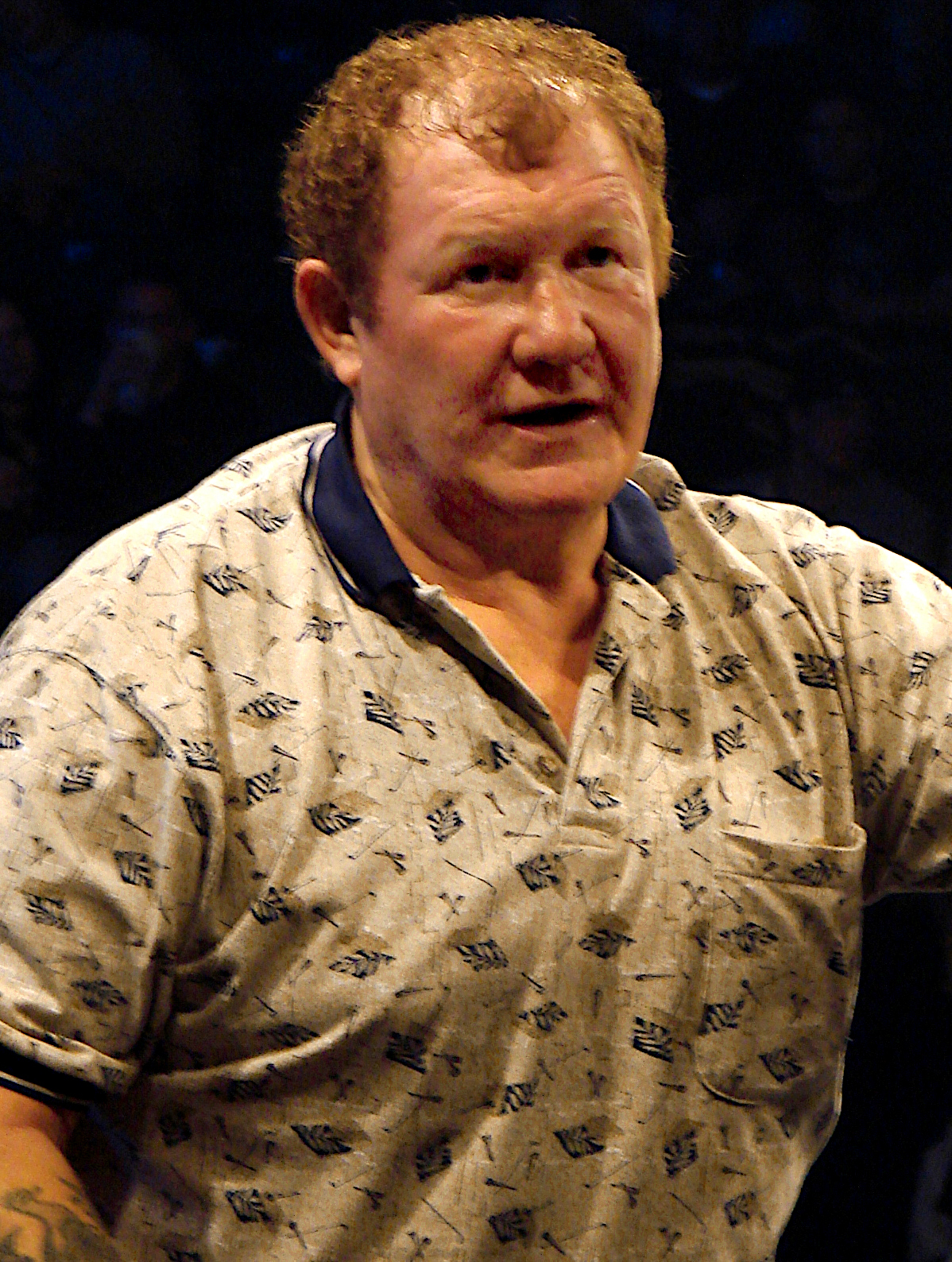
Nhà vô địch đầu tiên là Harley Race

Dù cho National Wrestling Alliance đã trao chức vô địch nước Mỹ (United States Champion) vào năm 1950 cho Buddy Rogers,nhưng nhiều năm sau,nhiều tổ chức đô vật khác đã bắt chước theo National Wrestling Alliance bắt đầu tạo ra những chức vô địch nước Mỹ (United States champions) của họ.Chức vô địch NWA United States Heavyweight Championship được công nhận bởi Mid Atlantic Championship Wrestling được ra đời và trở thành chức vô địch cao nhất của vùng Mid-Atlantic vào ngày 1 tháng,1975 cùng với việc Harley Race trở thành nhà vô địch đầu tiên.Chức vô địch này sau đó trở thành Undisputed NWA United States Championship vào tháng 1 năm 1981 sau khi tổ chức NWA duy nhất còn lại công nhận chức vô địch nước Mỹ (United States Championship) của riêng mình đóng cửa.Tuy vậy,vào năm 1986,đai này trở thành chức vô địch không còn quan trọng ở Mid Atlantic Championship Wrestling sau khi chủ của nó Jim Crockett, Jr.,củng cố chức vô địch NWA World Heavyweight Championship dưới sự điều khiển của ông.SAu đó vào năm 1991,đai đã được đổi tên thành WCW United States Heavyweight Championship khi tổ chức được đổi tên thành World Championship Wrestling.
Vào tháng 3 năm 2001, World Wrestling Federation Entertainment, Inc. mua lại World Championship Wrestling.Cùng với việc này,Vince McMahon tạo ra kịch bản "Invasion" mà cuối cùng WCW bị phá bỏ.Trong "Invasion",chỉ có 4 đai còn lại của WCW tiếp tục hoạt động,bao gồm cả đai United States Heavyweight,được biết đến với cái tên ngắn gọn là WCW United States Championship. Trong phần kết của "Invasion" tại Survivor Series 2001,đai WCW United States Championship và WWF Intercontinental Championship đã được hợp nhất khi vô địch WCW United States Champion, Edge, đánh bại vô địch WWF Intercontinental Champion, Test. Với kết quả này,đai United States Championship bị ngừng hoạt động và Edge trở thành vô địch WWF Intercontinental Champion mới.
Vào tháng 7 năm 2003,đai đã cho hoạt động trờ lại sau bởi quản lý chính của SmackDown! là Stephanie McMahon với cái tên mới là WWE United States Championship.Việc này được thực hiện chỉ một thời gian ngắn sau khi Raw cho sử dụng đai WWE Intercontinental Championship như là chức vô địch lớn thứ 2 tại đó,và đai United States Championship của SmackDown! trở thành chức vô địch ngang bằng với đai Intercontinental Championship của Raw.
Sau khi John Cena giành đai United States Championship anh đã cho ra một thiết kế mới của đai này tại Armageddon 2004. Tuy vậy,sau khi Orlando Jordan đánh bại John Cena để giành đai vào tháng 3 năm 2005,đai của Cena đã bị vứt vào sọt rác và cho nổ tung bởi John "Bradshaw" Layfield và The Cabinet.Jordan sau đó đã sử dụng lại thiết kế cũ của đai.
Ngày 13 tháng 4 năm 2009, trong chương trình đặc biệt của Raw là WWE Draft, nhà vô địch hiện lúc này M.V.P đã được chuyển sang Raw. Vì thế đai United States đã được chuyển sang Raw, sau gần 6 năm ở SmackDown!.

## Những thông tin khác
- Chức vô địch nước Mỹ (United States Championship) đầu tiên trong lịch sử World Wrestling Entertainment tồn tại trước những phiên bản NWA/WCW/WWE hiện nay.Nó được tạo ra vào năm 1970 khi công ty còn mang tên World Wide Wrestling Federation và được gọi là WWWF USA Championship.Nhưng chỉ sau một thời gian ngắn tồn tại,đai này đã bị bỏ vào năm 1976.
- Booker T, Eddie Guerrero, và Chris Benoit là 3 đô vật duy nhất từng giành đai United States Championship ở cả WCW và WWE.
- Đai U.S. Championship đã được công nhận bởi 3 tổ chức đô vật trong lịch sử (NWA, WCW, và hiện nay là WWE).Ric Flair giữ kỉ lục 4 lần giành đai với NWA,Bret Hart giữ kỉ lục 4 lần giành đai với WCW,và Chris Benoit giữ kỉ lục 5 lần giành đai vơi WWE.
- Chức vô địch nước Mỹ đã từng được 4 cặp cha con khác nhau giành được trong lịch sử:Blackjack Mulligan & Barry Windham, Johnny & Greg Valentine, Dusty & Dustin Rhodes, và gần đây nhất là Ric & David Flair.
- Daniel Bryan là cựu đô vật hãng NXT đầu tiên có được đai này.

## Các kỷ lục
Nhà vô địch đầu tiên là Harley Race. Đã có 97 nhà vô địch khác nhau; trong đó Ric Flair nhiều lần giữ đai nhất với sáu lần. Nhà vô địch lâu nhất là Lex Luger, giữ đai 523 ngày, từ 22 tháng 5 năm 1989 đến 27 tháng 10 năm 1990.
Nhà vô địch hiện nay là Jacob Fatu trong lần giữ dai đầu tiên. Anh giành đai sau khi đánh bại cựu vô địch LA Knight ở đêm thứ 1 của Wrestlemania 41 ngày 19 tháng 4 năm 2025 ở Paradise, Nevada.